# Narrtagel

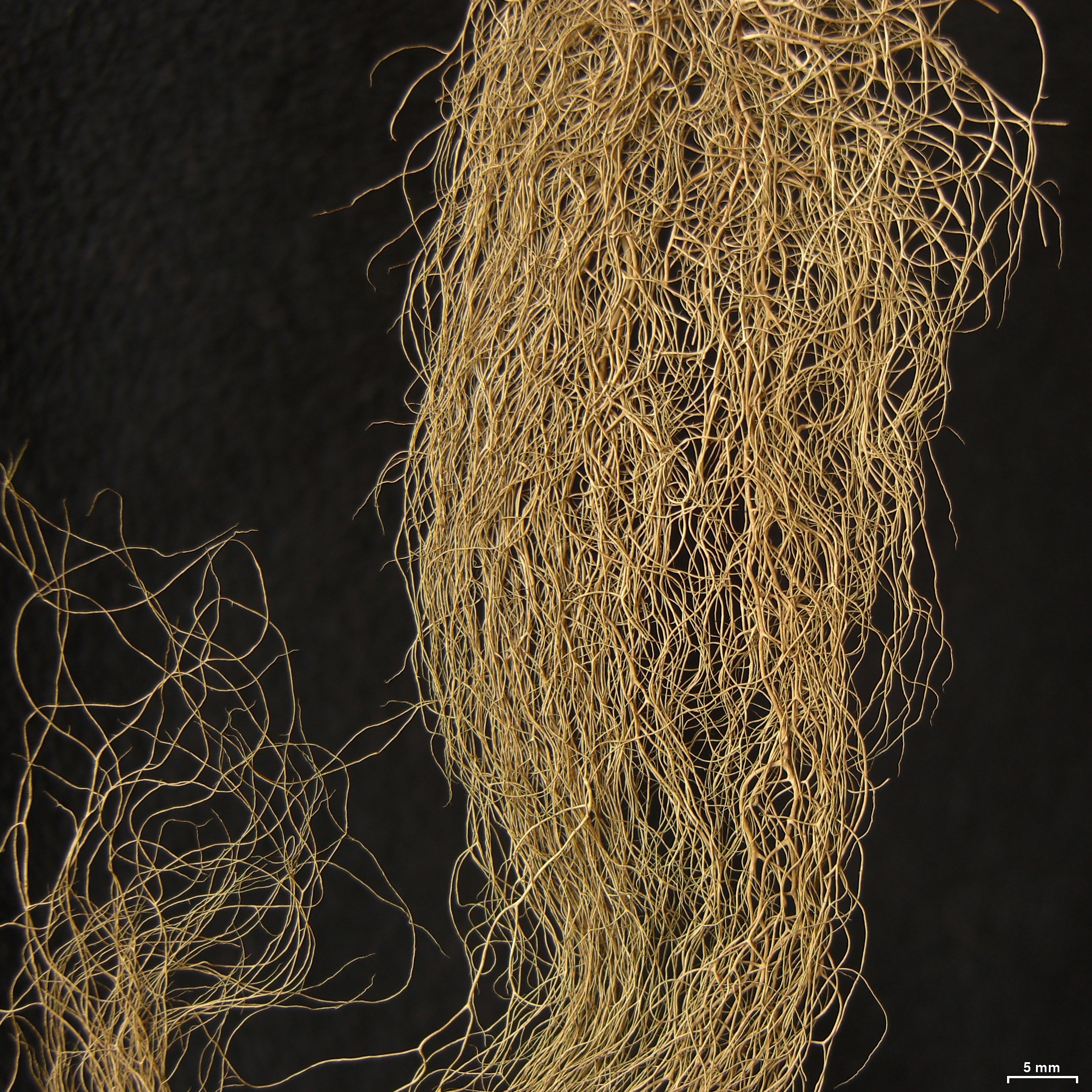
Idaho, USA

Narrtagel (Bryoria implexa) är en lavart som först beskrevs av Franz Georg Hoffmann, och fick sitt nu gällande namn av Brodo & D. Hawksw. Narrtagel ingår i släktet Bryoria och familjen Parmeliaceae.  Arten är reproducerande i Sverige. Inga underarter finns listade i Catalogue of Life.